# アバ (ナイジェリア)
アバ（Aba）は、ナイジェリアのアビア州の都市である。
アビア州で主要な商業都市である。
2016年の人口は約253.4万人。

## 歴史
1901年、イギリスが軍事郵便局を設置した。
1901年～1902年、イギリス・アロ戦争でイギリスが勝利し、膨大な数のアロ人を殺害した。
1914年、英領ナイジェリア植民地が建国した。
1915年、ポートハーコートまで鉄道が開通し、パーム油やパーム核油等を出荷するようになった。
1929年、税制に反対してイボ人女性が女性戦争を起こした。
最初は平和なデモだったが、イギリス人が妊婦を殴り子供を殺害した事で過熱化し、1万人の女性がアバを行進した。死者数は55人とも100人とも言われている。

1960年、ナイジェリアがイギリスから独立した。
アバは東部州に編入された。
1967年、東部中央州に編入された。
ビアフラ共和国がナイジェリアからの独立を宣言し、ビアフラ戦争に突入した。戦闘の激化とともに首都がエヌグからウムアヒアへと移された。アバは戦略的に重要な拠点であったため、砲撃や空襲で大きな被害を受けた。
1970年、オウェリが陥落してビアフラ共和国が滅亡し、ビアフラ戦争は終結した。この戦争でアバは荒廃した。
1976年、イモ州に編入された。
1991年、アビア州に編入された。

## 行政区画
地方行政区域（LGA）としては、以下の2つがある。
- 北アバ
- 南アバ

## 地理
ナイジェリア南部、アバ川沿いに位置する。
ポートハーコートから北東に約50km、州都のウムアヒアから南に約60kmの距離に位置する。

## 経済
産業として繊維、医薬品、石鹸、プラスチック、セメント、靴、化粧品、ビール醸造所、蒸留所がある。
周辺地域では、アブラヤシ（パーム油、パーム核油）、コーラ・ナッツなどの農産品が生産されている。

## 交通

### 鉄道
- アバ駅 - ナイジェリア鉄道公社 (NRC)

## 宗教
ナイジェリア南東部におけるキリスト教福音主義の中心地である。

## スポーツ
- エニンバ・インターナショナルFC - サッカークラブ

## 環境問題
アバはナイジェリア東部の商業の中心であり、ゴミの処理が間に合わず放置されている事が問題になっている。

## 出身者
- オニェカチ・オコンクウォ
- カルー・ウチェ
- イケチュク・ウチェ
- オニェカチ・アパム